# Podvracení
Podvracení, podvratná činnost nebo subverze je úsilí zpochybnit nebo oslabit stávající moc nebo platné normy, ať zákonné, mravní, kulturní nebo společenské. Podvratná činnost může být nezákonná a dokonce násilná (např. formou sabotáží), může se však jednat i o kulturní subverzi např. pomocí experimentů s nekonvenční formou uměleckého projevu, jež se postupem času může sama stát novou kulturní normou. V diktátorských režimech bývají kriminalizovány i formy subverze jinde tolerované, např. vyprávění vtipů na adresu politiků. V zákoníku socialistického Československa tak byly trestné činy jako podvracení republiky a pobuřování, jež stíhaly i veřejné vyjádření negativního názoru na vládu.